# بيتي هارت
بيتي هارت (بالإنجليزية: Betty Harte)‏ هي ممثلة أمريكية، ولدت في 13 مايو 1882 في لبنان في الولايات المتحدة، وتوفيت في 3 يناير 1965 في Sunland-Tujunga, Los Angeles ‏ في الولايات المتحدة.

## وصلات خارجية
- بيتي هارت على موقع IMDb (الإنجليزية)
- بيتي هارت على موقع أول موفي (الإنجليزية)
- بيتي هارت على موقع قاعدة بيانات الفيلم (الإنجليزية)
- بيتي هارت على موقع كينوبويسك (الروسية)